# Wspólnota administracyjna Villingen-Schwenningen
Wspólnota administracyjna Villingen-Schwenningen – wspólnota administracyjna (niem. Vereinbarte Verwaltungsgemeinschaft) w Niemczech, w kraju związkowym Badenia-Wirtembergia, w rejencji Fryburg, w regionie Schwarzwald-Baar-Heuberg, w powiecie Schwarzwald-Baar. Siedziba wspólnoty znajduje się w mieście Villingen-Schwenningen, przewodniczącym jej jest Rupert Kubon.
Wspólnota administracyjna zrzesza jedno miasto i sześć gmin wiejskich:
- Brigachtal, 5 095 mieszkańców, 22,50 km²
- Dauchingen, 3 671 mieszkańców, 10,01 km²
- Mönchweiler, 3 081 mieszkańców, 9,60 km²
- Niedereschach, 5 888 mieszkańców, 33,07 km²
- Tuningen, 2 863 mieszkańców, 15,59 km²
- Unterkirnach, 2 722 mieszkańców, 13,17 km²
- Villingen-Schwenningen, miasto, 81 022 mieszkańców, 165,47 km²